# 퀸스타운 AFC
퀸스타운 AFC(영어: Queenstown Association Football Club)는 뉴질랜드 퀸스타운에 있는 아마추어 축구단으로 현재 풋볼사우스 프리미어리그에 참가하고 있다.
퀸스타운은 사우스랜드 지방에서 열리는 최고의 축구 토너먼트 도널드 그레이 메모리얼 컵에서 총 5회 우승을 기록했다.